# Білопільська сільська рада (Козятинський район)
Білопільська сільська рада — колишній орган місцевого самоврядування у Козятинському районі Вінницької області. Адміністративний центр — село Білопілля.

## Загальні відомості
Білопільська сільська рада утворена в 1919 році. Територією ради протікає річка Гуйва.

## Населені пункти
Сільській раді були підпорядковані населені пункти:
- с. Білопілля
- с. Селище

## Населення
Кількість населення сільської ради, станом на 1924 рік, становила 2 815 осіб.
Відповідно до перепису населення СРСР 17 грудня 1926 року, чисельність населення ради становила 3 209 осіб, з них за статтю: чоловіків — 1 525, жінок — 1 684; етнічний склад: українців — 1 931, росіян — 4, євреїв — 1 260, поляків — 14. Кількість господарств — 732.

## Склад ради
Рада складалася з 12 депутатів та голови.

### Керівний склад попередніх скликань
| ПІБ                        | Основні відомості                                                         | Дата обрання | Дата звільнення |
| -------------------------- | ------------------------------------------------------------------------- | ------------ | --------------- |
| Кшемінський Валерій Якович | Сільський голова, 1962 року народження, освіта вища, член Народної партії | 26.03.2006   | 31.10.2010      |
| Кшемінський Валерій Якович | Сільський голова, 1962 року народження, освіта вища, безпартійний         | 31.10.2010   |                 |

Примітка: таблиця складена за даними джерела